# Les Graulges
Les Graulges korábbi község Franciaországban, Dordogne megyében. Lakosainak száma 59 fő (2018. január 1.).
2017. január 1-jén nyolc másik korábbi községgel egyesült és az így létrejött Mareuil en Périgord új község része lett.

## Népesség
A település népességének változása:
| Lakosok száma | 96   | 93   | 84   | 66   | 61   | 61   | 59   | 60   | 60   | 59   |
|               | 1968 | 1975 | 1982 | 1990 | 1999 | 2011 | 2013 | 2015 | 2017 | 2018 |